# Knut Lindberg
Knut Andreas « Knatten » Lindberg (né le 2 février 1882 à Göteborg et décédé le 6 avril 1961 à Göteborg) est un athlète suédois spécialiste du sprint et du lancer de javelot. Affilié au Örgryte IS, il mesurait 1,79 m et 72 kg.

## Biographie

### Palmarès
| Date | Compétition                   | Lieu      | Résultat | Épreuve           | Performance |
| ---- | ----------------------------- | --------- | -------- | ----------------- | ----------- |
| 1906 | Jeux olympiques intercalaires | Athènes   | 6e       | 100 mètres        | Sans temps  |
| 1906 | Jeux olympiques intercalaires | Athènes   | 2e       | Lancer de javelot | 45,170 m    |
| 1906 | Jeux olympiques intercalaires | Athènes   | 5e       | Pentathlon        | 37 pts      |
| 1912 | Jeux olympiques d'été         | Stockholm | 2e       | 4 × 100 m         | 42 s 6      |

### Records
| Épreuve           | Performance | Lieu | Date |
| ----------------- | ----------- | ---- | ---- |
| 100 mètres        | 10 s 6      |      | 1906 |
| 200 mètres        | 22 s 3      |      | 1912 |
| Lancer de javelot | 45,17 m     |      | 1906 |